# Cantone di Flavio Alfaro
Il Cantone di Flavio Alfaro è un cantone dell'Ecuador che si trova nella Provincia di Manabí.
Il capoluogo del cantone è Flavio Alfaro.